# (13932) Rupprecht
(13932) Rupprecht est un astéroïde de la ceinture principale découvert en 1988.

## Description
(13932) Rupprecht a été découvert le 18 septembre 1988 à l'observatoire de La Silla, au Chili, par l'Observatoire européen austral.

### Caractéristiques orbitales
L'orbite de cet astéroïde est caractérisée par un demi-grand axe de 2,22 UA, un périhélie de 1,82 UA, une excentricité de 0,18 et une inclinaison de 0,23° par rapport à l'écliptique. Du fait de ces caractéristiques, à savoir un demi-grand axe compris entre 2 et 3,2 UA et un périhélie supérieur à 1,666 UA, il est classé, selon la JPL Small-Body Database, comme objet de la ceinture principale.

### Caractéristiques physiques
(13932) Rupprecht a une magnitude absolue (H) de 16,0 et un albédo estimé à 0,037.